# Гипогамильтонов граф

Гипогамильтонов граф, построенный Линдгреном.

В теории графов говорят, что граф G гипогамильтонов, если сам по себе граф не имеет гамильтонова цикла, но любой граф, полученный удалением одной вершины из G, является гамильтоновым.

## История
Гипогамильтоновы графы первым изучал Сусельер в 1963. Линдгрен цитирует Гаудина, Герца и Росси (1964), а также Бусакера и Саати (1965) в качестве дополнительного материала по данной тематике. Ещё одна ранняя работа — статья Герца, Дуби и Виге 1967 года.
Грётчел просуммировал большинство работ в этой области следующим высказыванием: «Статьи об этих графах ... обычно выявляют новые классы гипогамильтоновых и гиповычерчиваемых графов и показывают, что для некоторых n такие графы действительно существуют или что они обладают странными и неожиданными свойствами.»

## Приложения
Гипогамильтоновы графы появляются в целочисленных решениях задачи коммивояжёра – гипогамильтоновы графы определённого вида определяют фасеты многогранника коммивояжёра, тела, определённого как выпуклая оболочка множества возможных решений задачи коммивояжёра, и эти фасеты можно использовать для методов отсекающих плоскостей при решении задачи алгоритмом Гомори. Грётчел заметил, что вычислительная сложность определения, является ли граф гипогамильтоновым, хотя и не известна, по-видимому, высока, что делает трудным поиск фасет такого типа, за исключением фасет, определённых гипогамильтоновыми графами малых размеров. К счастью, наиболее маленькие графы приводят к наиболее сильным неравенствам для данной задачи.
Понятия, близкие гипогамильтоновости, использовали Парк, Лим и Ким для измерения отказоустойчивости сетевых топологий параллельных вычислений.

## Свойства
Любой гипогамильтонов граф должен быть вершинно 3-связным, так как удаление любых двух вершин оставляет гамильтонов путь, который связен (в графе с удалённой одной вершиной существует гамильтонов цикл, а удаление второй вершины даёт гамильтонов путь) . Существуют гипогамильтоновы графы с n вершинами, в которых максимальная степень вершины равна n/2 и в которых примерно n2/4 рёбер.

Гипогамильтонов граф Томассена (1974) с обхватом 3.

Герц, Дуби и Виге высказали гипотезу, что любой гипогамильтонов граф имеет обхват 5 или более, но гипотеза была опровергнута Томассеном, нашедшим примеры с обхватом 3 и 4. Некоторое время не было известно, могут ли гипогамильтоновы графы быть планарными, но теперь известны некоторые примеры таких графов  и наименьший из этих графов имеет 40 вершин . Любой планарный гипогамильтонов граф имеет по меньшей мере одну вершину только с тремя инцидентными рёбрами.
Если 3-однородный граф гамильтонов, его рёбра могут быть выкрашены в три цвета — используем поочерёдную раскраску рёбер двумя цветами вдоль гамильтонова цикла (который должен иметь чётную длину по лемме о рукопожатиях), а третьим цветом выкрашиваем все оставшиеся рёбра. Таким образом, все снарки, кубические графы без мостов, требующие четыре цвета для раскраски рёбер, должны быть негамильтоновы, и многие из известных снарков гипогамильтоновы. Любой гипокамильтонов снарк является бикритичным — удаление любых двух вершин оставляет подграф, рёбра которого можно выкрасить в три цвета. Трёхцветную раскраску этого подграфа можно легко описать — после удаления вершины оставшаяся часть содержит гамильтонов цикл. После удаления второй вершины цикл становится путём, рёбра которого можно поочерёдно выкрасить двумя цветами. Оставшиеся рёбра образуют паросочетание и все эти рёбра можно выкрасить третьим цветом.
Классы цветов любой 3-цветной раскраски рёбер 3-однородного графа образуют три паросочетания, таких, что каждое ребро принадлежит ровно одному паросочетанию.
Гипогамильтоновы снарки не имеют разложения на паросочетания такого типа, но Хеггквист высказал гипотезу, что рёбра любого гипогамильтонова снарка могут быть использованы для образования шести паросочетаний, таких, что каждое ребро принадлежит ровно двум паросочетаниям. Это специальный случай гипотезы Бержа – Фулкерсона, что любой снарк имеет шесть паросочетаний с таким свойством.
Гипогамильтоновы графы не могут быть двудольными — в двудольном графе вершина может быть удaлена с образованием гамильтонова подграфа, только если она принадлежит к большему из двух классов цветов графа. Однако любой двудольный граф встречается в виде порождённого подграфа некоторого гипогамильтонова графа.

## Примеры
Самый маленький гипогамильтонов граф — это граф Петерсена. Более общо, обобщённый граф Петерсена GP(n,2) является гипогамильтоновым, если n равен 5 (mod 6) . Граф Петерсена является представителем этого построения с n = 5.
Линдгрен нашёл другой бесконечный класс гипогамильтоновых графов, в котором число вершин равно 4 (mod 6). Построение Линдгрена состоит из цикла длины 3 (mod 6) и одной центральной вершины. Центральная вершина соединена с каждой третьей вершиной цикла ребром, которое он называет спицей, а вершины на две позиции от конечной вершины спицы соединяются друг с другом. Снова наименьшим представителем построения Линдгрена является граф Петерсена.
Дополнительные бесконечные семейства дали Бонди, Дойен и ван Дист и Гутт.

## Перечисление
Вацлав Хватал в 1973 доказал, что для всех достаточно больших n существует гипогамильтонов с n вершинами. Если принять во внимание последовавшие открытия, «достаточно большое число» теперь известно, так что такие графы существуют для всех n ≥ 18. Полный список гипогамильтоновых графов с не более чем 17 вершинами известен  — это граф Петерсена с 10 вершинами, графы с 13 и 15 вершинами, найденные Герцем с помощью компьютерного поиска, и четыре графа с 16 вершинами. Существует по меньшей мере тринадцать гипогамильтоновых графов с 18 вершинами. При применении триггерного метода Хватала к графу Петерсена и снарку «цветок», можно показать, что число гипогамильтоновых графов, конкретнее, число гипогамильтоновых снарков, растёт как экспонента от числа вершин.

## Обобщения
Теоретики изучают также гиповычерчиваемые графы, графы, не содержащие гамильтонов путь, но в которых любое подмножество n − 1 вершин может быть соединено путём. Аналогичные определения гипогамильтоновости и гиповычерчиваемости были предложены некоторыми авторами для ориентированных графов.
Эквивалентное определение гипогамильтоновых графов — что их самые длинные циклы имеют длину n − 1 и что пересечение всех самых длинных циклов пусто. Менке и Замфиреску исследовали графы со свойством, что пересечение самых длинных циклов пусто, но в которых длина таких циклов меньше n − 1. Герц определил циклируемость графа как наибольшее число k, такое, что любые k вершин принадлежат циклу. Гипогамильтоновы графы — это в точности графы, которые имеют циклируемость n − 1. Подобным образом Парк, Лим и Ким определил граф как ƒ-устойчиво негамильтонов, если удаление самое большее ƒ вершин даёт гамильтонов подграф. Шауэрте и Замфиреску изучали графы с циклируемостью n − 2.